# 潛龍諜影系列用語列表
本表介绍科乐美游戏潛龍諜影系列内出现的用语。

## 事件

### 小島秀夫監製作品
此處按遊戲所述的時間順序排列
Virtuous Mission
1964年8月24日，由CIA指揮施行的協助蘇聯科學家Nicholas Stepanovich Sokolov其逃亡至美國的任務。
MGS3最初的任務。
Operation Snake Eater
在Virtuous Mission失敗約一星期後（8月30日），再度執行的Sokolov逃亡作戰，以及對叛逃的The Boss和格魯烏的Yevgeny Borisovitch Volgin上校的暗殺作戰，並且要破壞Shagohod。
MGS3第二階段的任務。
Peace Walker Incident
1974年，美蘇兩國準備進行戰略武器限制談判的時間點，哥斯大黎加遭到不明軍隊入侵。哥斯大黎加和平大學的女學生Paz和教授Gálvez因此委託無國境軍隊的總指揮官BIG BOSS調查外來軍隊入侵的真相。
Massacre in the Caribbean Sea
1975年3月16日。位於加勒比海域的無國境軍隊母基地遭到以聯合國麾下的國際原子能總署名義要來視察的神祕武裝部隊襲擊，沒有防備的無國境軍隊因此失去母基地與大半成員。美國等國家則一概否認與此襲擊事件有關。
Outer Heaven Incident
1995年。位於非洲南部的武裝要塞國家Outer Heaven正在秘密開發Metal Gear的情報被西方諸國所察知，於是以美國為首、派出了特種部隊FOXHOUND意圖阻止開發計畫的完成，在FOXHOUND司令官BIG BOSS的命令下，部隊新成員Solid Snake奉命獨自潛入Outer Heaven解決此事態。
Zanzibar Land Disturbance

Shadow Moses Incident
2005年，在Shadow Moses島的核武廢棄所進行演習的Metal Gear Rex遭到FOXHOUND與Next-Generation Special Forces將其佔據，並要求美國政府將Big Boss的遺體交給他們。
Tanker Incident
2007年8月8日，反Metal Gear組織「Philanthropy」成員Solid Snake於紐約灣造成貨輪沉沒，導致嚴重的石油汙染的事件。
Big Shell Incident
2009年4月29日，Solid Snake（實為Solidus Snake）與Dead Cell、與俄羅斯傭兵部隊佔據了海洋除汙設施Big Shell，並同時綁架了美國總統與多名環保團體VIP成員，要求付出300億美金作贖金的事件。
Guns Of The Patriots Incident
2014年，因為5年前的Big Shell Incident，造成PMC（私人軍事公司）的崛起且凌駕於各國常備軍力，引發了無數代理戰爭的產生。
其中掌控了五大PMC的Liquid Ocelot被認定是這些混亂的源頭，於是Roy Campbell委託了Old Snake去暗殺對方，好阻止這些事情不再發生。

### 衍生作品
San Hieronymo Takeover
GLF incident・METALGEAR GANDER seizure
Lobito Island incident
Praulia Massacre

## 組織

### 國際組織
哲学家（Philosophers）
也被譯作賢者或哲人。二次大戰結束後由當時的國際強權領導者們創立的组织，之後由於政治局勢改變以及成员逐一死亡而逐步解体。留下了一笔稱作“Philosophers' Legacy”的龐大资金。

### 美國

#### 秘密組織
爱国者（The Patriot）
爱国者（The Patriot，若體內含有奈米機械S.O.P的人若想說出愛國者會被強制轉換为「Ra Ri Ru Re Ro（ら り る れ ろ）」代替之）是游戏中虚构的控制世界经济、政治、文化及军事发展的组织。创建者为经历过食蛇者行动的幸存者：Major Zero、Big Boss、Eva、Ocelot、Sigint、Para-Medic。其方针为实现The Boss的理想。其资金来源正是在食蛇者行动中及以后获得的“哲学家的遗产”。
Major Zero和Ocelot所策划的San Hierynomo事件目的是进一步获得关于哲学家们和那笔遗产的信息，事件不久后爱国者组织正式成立。他们最初的愿望只是实现The Boss的理想，但很快他们就以自己对The Boss的理想世界的理解去行动，试图以美国文化为模板统一世界。由于拥有“哲学家的遗产”，他们秘密地垄断了经济，控制政府及军队，直至掌握了整个世界的控制权。
Big Boss被舆论描绘成一个完美的美国英雄，但事实上他与Zero的矛盾逐渐扩大，主要是他们对The Boss理想的理解存在分歧。Zero意图控制整个世界，Big Boss则想获得自由。他们的分歧导致了Les Enfants Terribles计划及Outer Heaven的产生。Zero打算制作Big Boss的“备份”以防止Big Boss背叛。他们以Para-Medic(后来的Dr.Clark)为总工程师，克隆了Big Boss的基因，并将EVA作为代孕母亲；另一方面，Big Boss组建了军人国度Outer Heaven，试图建立一个无政府的军人自由国度。
Zero策划了Outer Heaven事件，令Big Boss的Outer Heaven完全毁灭。他后来又策划了桑给巴尔岛事件，是次事件Les Enfants Terribles的完成品Snake击败了Gray Fox和Big Boss。Gray Fox被改造成强化骨骼忍者，Big Boss的躯体被冷藏。
Zero不打算再发展新的“爱国者”成员，随着年纪的增大和数字时代来临，他决定建立一套数字AI系统，过滤信息并控制世界发展。系统包括几个独立的AI（GW,TJ,AL,TR和最高级的人工智能-JD），需要Big Boss的生物数据作为系统开启键。这时Ocelot和Eva也开始怀疑爱国者的机制及Zero。
爱国者的两位成员去世（Dr.Clark被Gray Fox杀害，Sigint/Donald Anderson死于Ocelot的电刑），Zero的年老，使得AI系统缺乏维护。AI系统的自我发展使得其自身认为世界应该走向被控制，并自行建立一套SOP（Son of Patriot）系统，以抑压人类情感为基础控制人类社会。
Eva组建起抵抗组织，试图结束AI的统治。Ocelot则用另外一种手段，通过欺骗AI逐步靠近它，并利用Snake破坏其运作。最终AI被病毒彻底破坏，世界脱离爱国者的控制。

### PMC（私人軍事公司）
Army's Heaven
MSF (Militaires Sans Frontières)
由Big Boss與Miller所組建的私人軍事組織。號稱是不被國家、組織、思想與意識形態所束縛的純粹雇傭軍團。
有著直接參與戰爭、武器開發、物資調派、訓練士兵等業務，與之後的私人軍事公司相較幾乎沒有太大差異。本來是在哥倫比亞境內作為據點，後來在Ramón Gálvez Mena教授的支持下獲贈了位於加勒比海的舊海洋研究平台作為他們的新大本營 - Mother base。
最後在1975年時被假冒IAEA（國際原子能總署）來視察的XOF給攻擊、毀滅。
Diamond Dogs
在MSF失去母基地與大半成員後，Miller收攏了殘餘成員重新建立的部隊。在昏迷了九年的Big Boss（Venom Snake）甦醒回歸後才開始正式的活動。
母基地位於印度洋南西，為了更好的調派兵力而不斷增設中。
Outer Heaven（MG）
Outer Haven（MGS4）
- Pieuvre armement

- Praying Mantis

- Raven Sword

- WEREWOLF

- Оцелотовая Хватка

Maverick Security Consulting Inc.
Desperado enforcement
World Marshal Inc.
Contract Forces of Africa
Rouge Coyote
Zero Risk Security

## 部隊

### 美國
Fox Unit
隸屬CIA由Zero领導的部队，Fox-Hound的前身。
主要負責單兵潛入作戰，執行過的任務有「Virtuous Mission」和「Operation: Snake Eater」。
在Big Boss離開後的1970年時因為當時的FOX指揮官Gene引發了San Hieronymo半島事件，而讓Big Boss招喚隊中志同道合者反抗Gene，事件後FOX遭到解散。
XOF
Zero秘密組建的部隊，主要負責在暗中支援FOX執行潛入任務。指揮官是Skull Face。
由於是秘密支援部隊，所以Skull Face了解Big Boss的一切，但Big Boss卻完全不知道XOF的存在。
在Zero遵照The Boss的遺志成立了Cipher（後來改組成愛國者）後，成為其直屬的行動部隊。但Skull Face卻反對Zero的想法而叛離，後成為Skull Face個人的部隊。
Fox-Hound
由Big Boss组建的特种部队，Shadow Moses事件后遭解散。
Genome Soldiers / Next-Generation Special Forces
利用遺傳因子治療技術使視聽覺敏銳化，並移植士兵遺傳因子至體內，使之成為強悍戰士的特殊部隊。所植入的士兵遺傳因子為Big Boss的基因，因此潛在的戰鬥能力很高。
成員多為原來隸屬於Outer Heaven的士兵，這些成員在Outer Heaven崩壞後被美軍收編。由於成員多半實戰經驗不足，因此皆透過VR訓練來增加其戰鬥經驗。
因為被Psycho Mantis洗腦而參與了Shadow Moses Incident，因此在該事件結束後部隊成員雖未被問罪，但仍遭勒令解散。
RAT Patrol 01 / RAT PT 01
隸屬於美國陸軍CID（U.S Army Criminal Investigation Command；美國陸軍犯罪調查司令部）的PMC內部監察機關直屬部隊，在USASOC（美國陸軍特別行動司令部United States Army Special Operations Command ）指揮下對企圖崛起的Liquid Ocelot進行追蹤調查，以FOXHOUND部隊之名偽裝；隊員體內皆植有奈米機械（怕打針的JOHNNY除外），隊員可透過奈米機械系統「SOP」共享彼此的感官資訊，用以在戰場上分享情報取得戰術有利位置。

### 混編部隊
Cobra Unit
The Boss在二次大戰期間所組建的秘密部隊。負責執行不能公開的任務，好引導同盟國獲得戰爭的優勢。曾參加過二戰期間數次有名的行動與作戰，最早的紀錄是從諾曼第大登陸開始。
戰後，由於哲學家（Philosophers）內部政治觀點不同造成組織分裂，該部隊也因此解散，成員也回歸各國。其中大多數成員都在戰後引退不久即過世，到了MGS3時只剩下包括The Boss在內的五名成員。
由於在二戰期間所執行的皆是不能被公開的機密任務，因此成員體內都裝有可以令屍體不留殘跡的特製炸彈，使他們在會被俘虜的情況下自爆。

### 恐怖組織、私人部隊
Outer Heaven
Dead Cell
Gurlukovich's Soldiers
Sons of Liberty
Beauty & Beast

## 計畫
Les Enfants Terribles
法语“恐怖的孩童”之意。70年代爱国者利用基因技术培育Big Boss复制人计划的代號。

## 兵器

### Metal Gear
具發射戰術核武能力的雙足步行載具。

## 其他
CQC
近身距離作戰（Close Quarters Combat）的縮寫。
Philosophers document
賢者的遺產，為二次大戰時美、中、蘇的權力者（賢者們）所聚集的秘密資金。